# Liu Chin-Chien
Liu Chin-Chien es un deportista taiwanés que compitió en taekwondo. Ganó una medalla de plata en el Campeonato Mundial de Taekwondo de 1975 en la categoría de –53 kg.

## Palmarés internacional
| Representando a China Taipéi |                      |                  |           |
| Campeonato Mundial           |                      |                  |           |
| Año                          | Lugar                | Medalla          | Categoría |
| 1975                         | Seúl (Corea del Sur) | Medalla de plata | –53 kg    |